# Metaldehyd
Metaldehyd, (CH3CHO)4 – organiczny związek chemiczny, cykliczny tetramer aldehydu octowego o strukturze acetalu (nazwa ta określać może też mieszaninę cyklicznych oligomerów acetaldehydu, (CH3CHO)n o n = 4–6). 
Otrzymywany jest jako produkt towarzyszący (w ilości 8–20%) trimerycznemu paraldehydowi podczas niskotemperaturowej (0–20 °C) polimeryzacji aldehydu octowego w obecności bromowodoru i CaBr2 lub innych bromków berylowców. Podgrzany powyżej 80 °C depolimeryzuje; powolna depolimeryzacja następuje także w środowisku kwaśnym.
Stanowi bezbarwne, krystaliczne ciało stałe. Bardzo słabo rozpuszcza się w wodzie (0,2 g/l), rozpuszcza się w benzenie i chloroformie, słabo w etanolu i eterze. 

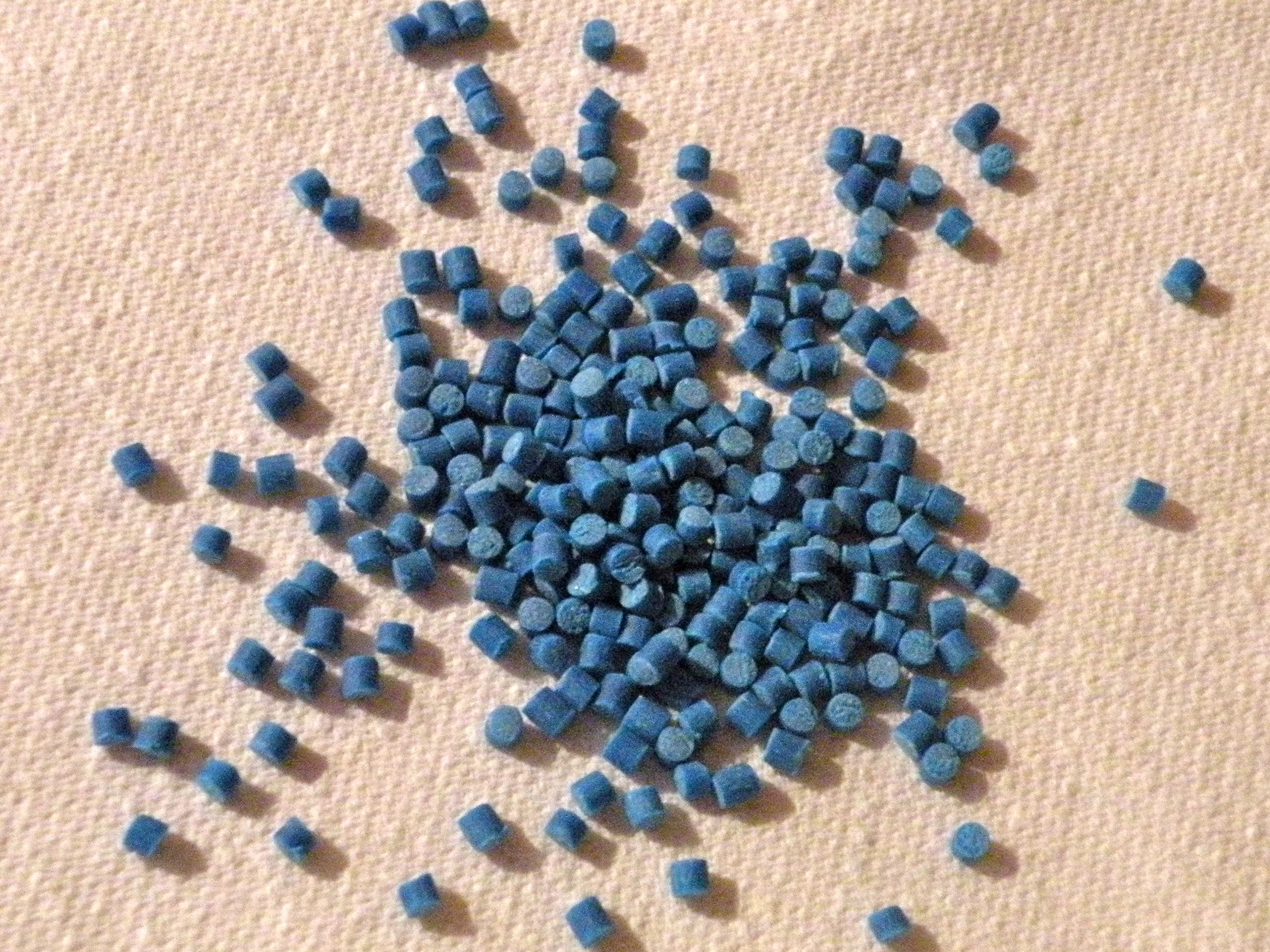
Granulki moluskocydu opartego na metaldehydzie

Jest używany m.in. jako moluskocyd (środek ślimakobójczy) oraz paliwo turystyczne.
Po spożyciu podrażnia błony śluzowe przewodu pokarmowego, co powoduje wymioty. W większych ilościach powoduje silne konwulsje, które mogą trwać przez kilka dni. Znane są przypadki zatruć śmiertelnych po spożyciu kilku gramów metaldehydu.
19 grudnia 2018 rząd Wielkiej Brytanii zakazał sprzedaży metaldehydu jako moluskocydu do użycia w otwartym terenie od końca czerwca 2019 i jego użycia w otwartym terenie od wiosny 2020.